# Trolle: Impreza trwa!
Trole: Impreza trwa! (ang. Trolls: The Beat Goes On!) – amerykański serial animowany, zrealizowany na podstawie filmu Trolle z 2016 roku. Serial został premierowo wyemitowany na Netflixie w 52 odcinkach podzielonych na 8 sezonów począwszy od 19 stycznia 2018 r.

## Główne role (dubbing)
- Amanda Leighton – Poppy
- Skylar Astin – Branch